# Mihail Kaufman
Mihail Kaufman (născut Mahl Koifman; cunoscut ulterior ca Michael Kaufman; în idiș מיכל קױפֿמאַן‎‏‎; în rusă Михаил Кауфман; n. 19 august 1881, Lipcani, gubernia Basarabia, Imperiul Rus – d. 23 martie 1946, Newark, New Jersey, SUA) a fost un evreu basarabean, jurnalist, traducător, scriitor și medic. A scris în limba idiș.

## Biografie
S-a născut în târgul Lipcani (acum oraș din raionul Briceni, Republica Moldova) din ținutul Hotin, gubernia Basarabia a Imperiului Rus, în familia unui bogatului proprietar Iankl Koifman, un hasid din dinastia Ștefănești⁠(en)[traduceți], și al soției sale Ita Koifman. A studiat la hederul din Lipcani, apoi la gimnaziul rus din Chișinău și la Facultatea de Medicină a Universității din Berlin. A debutat cu o poveste în 1905, publicând poezii și feletonuri în ediția din Odesa a Unterwings.
A practicat medicina la Berlin, unde în 1909 s-a căsătorit cu fiica lui Șalom Aleihem, Liala. În același an, în 1911, s-a născut fiica lor, Bella, viitoarea scriitoare Bel Kaufman.
Odată cu izbucnirea Primului Război Mondial, s-a întors în Rusia, stabilindu-se la Odesa. Aici l-a cunoscut pe Haim Nahman Bialik și a început să scrie despre subiecte medicale în ziarele locale rusești și evreiești sub pseudonimul Mikaelo. A publicat în traducerea sa, cartea lui Bialik Shirey-Am („Cântece populare”).
Curând a fost mobilizat în armata rusă, servind pe frontul român; în 1917 s-a întors la Odesa, unde și-a continuat practica medicală în propria casă.  Reprezentanții intelectualității evreiești ale orașului de atunci, inclusiv poeții Bialik, Ben-Ami și Ravnitski, se adunau acolo vinerile.
În 1923, a emigrat cu soția și cei doi copii în Statele Unite, și s-a stabilit la Newark, lângă New York, unde și-a finalizat rezidența medicală și a rămas să practice.
Împreună cu soția sa, a devenit angajat la cotidianul din New York, The Forward, semnând cu pseudonimul K. Mikhoel.
A publicat poezii, articole pe teme medicale în revista Fortsat și felietoane în săptămânalul umoristic Der Groyser Kundes („Marea farsă”). De asemenea, a colaborat cu revistele Tsukunft („Viitor”), Fraye arbeter shtime („Vocea liberă a muncitorului”), Nai-Idish („Noul idiș”), Feder („Aripi”), Shikage („Chicago”) și alte publicații idiș americane. În revista Kundes a publicat o serie de traduceri ale poeziilor lui Bialik. Împreună cu I. Berkovich, a participat la pregătirea unei colecții de memorii despre socrul său, Șalom Aleihem, care a fost publicată la New York în 1926 (republicată în 1958).